# Toxorhynchites lutescens
Toxorhynchites lutescens är en tvåvingeart som först beskrevs av Theobald 1901.  Toxorhynchites lutescens ingår i släktet Toxorhynchites och familjen stickmyggor. Inga underarter finns listade i Catalogue of Life.